# Methona virescente-maculatus
Methona virescente-maculatus är en fjärilsart som beskrevs av Johann August Ephraim Goeze 1779. Methona virescente-maculatus ingår i släktet Methona och familjen praktfjärilar. Inga underarter finns listade i Catalogue of Life.